# Forstrarchaea rubra
Genre
Espèce
Synonymes
- Zearchaea rubra Forster, 1949

Forstrarchaea rubra, unique représentant du genre Forstrarchaea, est une espèce d'araignées aranéomorphes de la famille des Malkaridae.

## Distribution
Cette espèce est endémique de Nouvelle-Zélande.

## Publications originales
- Forster, 1949 : New Zealand spiders of the family Archaeidae. Records of the Canterbury Museum, vol. 5, p. 193-203.
- Rix, 2006 : Systematics of the Australasian spider family Pararchaeidae (Arachnida: Araneae). Invertebrate Systematics, vol. 20, no 2, p. 203-254.